# Municipio de Santa María Guienagati
El municipio de Santa María Guienagati es uno de los 570 municipios del estado mexicano de Oaxaca. Su cabecera es la localidad de Santa María Guienagati.

## Geografía
El municipio de Santa María Guienagati colinda al norte con el municipio de San Juan Mazatlán; al este con el municipio de Santo Domingo Petapa; al sur con los municipios de Santiago Laollaga y Santa María Jalapa del Marqués; y al oeste con los municipios de Santiago Lachiguiri y Guevea de Humboldt.

## Localidades
El municipio de Santa María Guienagati cuenta con 41 localidades.
| Localidad              | Población (2020) |
| ---------------------- | ---------------- |
| Santa María Guienagati | 1618             |
| Lachiguxé              | 352              |
| Lachivixá              | 308              |

## Gobierno
El municipio de Santa María Guienagati se rige mediante el sistema de usos y costumbres.
| Presidente municipal     | Periodo   |
| ------------------------ | --------- |
| Héctor Lozano Toledo     | 1999-2001 |
| Genaro Jiménez Martínez  | 2002-2004 |
| Fabián Ledesma Jiménez   | 2005-2007 |
| Leonel Escobar Granados  | 2008-2010 |
| Melitón Avendaño         | 2011-2013 |
| Josué Iglesias Mendoza   | 2013-2016 |
| Atiel Grijalva Hernández | 2017-2019 |
| Jesús Sánchez            | 2020-2022 |
| Valerio Salvador Antonio | 2023-2025 |